# Elgin (Illinois)
Elgin é uma cidade localizada no estado americano de Illinois, no Condado de Cook e Condado de Kane. A cidade foi fundada em Abril de 1835 pelos irmãos Gifford em sua jornada para o oeste e atraída pelo rio Fox, Elgin recebeu o nome do hino escocês "The Song of Elgin". A maior parte de Elgin fica no Condado de Kane, Illinois, com uma parte no Condado de Cook. No censo de 2020, a cidade tinha uma população de 114.797 habitantes, tornando-se a sexta cidade mais populosa do estado.   

## Demografia
Segundo o censo americano de 2000, a sua população era de 94.487 habitantes.
Em 2006, foi estimada uma população de 101.903, um aumento de 7416 (7.8%).

## Geografia
De acordo com o United States Census Bureau tem uma área de 65,8 km², dos quais 64,8 km² cobertos por terra e 1,0 km² cobertos por água. Elgin localiza-se a aproximadamente 274 m acima do nível do mar.

## Localidades na vizinhança
O diagrama seguinte representa as localidades num raio de 12 km ao redor de Elgin.